# Cauayan (Isabela)
Cauayan è una città componente delle Filippine, situata nella Provincia di Isabela, nella Regione della Valle di Cagayan.
Cauayan è formata da 65 baranggay:
- Alicaocao
- Alinam
- Amobocan
- Andarayan
- Baculod
- Baringin Norte
- Baringin Sur
- Buena Suerte
- Bugallon
- Buyon
- Cabaruan
- Cabugao
- Carabatan Bacareno
- Carabatan Chica
- Carabatan Grande
- Carabatan Punta
- Casalatan
- Cassap Fuera
- Catalina
- Culalabat
- Dabburab
- De Vera

- Dianao
- Disimuray
- District I (Pob.)
- District II (Pob.)
- District III (Pob.)
- Duminit
- Faustino (Sipay)
- Gagabutan
- Gappal
- Guayabal
- Labinab
- Linglingay
- Mabantad
- Maligaya
- Manaoag
- Marabulig I
- Marabulig II
- Minante I
- Minante II
- Naganacan
- Nagcampegan
- Nagrumbuan

- Nungnungan I
- Nungnungan II
- Pinoma
- Rizal
- Rogus
- San Antonio
- San Fermin
- San Francisco
- San Isidro
- San Luis
- San Pablo (Casap Hacienda)
- Santa Luciana (Daburab 2)
- Santa Maria
- Sillawit
- Sinippil
- Tagaran
- Turayong
- Union
- Villa Concepcion
- Villa Luna
- Villaflor